# Hintere Gasse 41 (Richen)

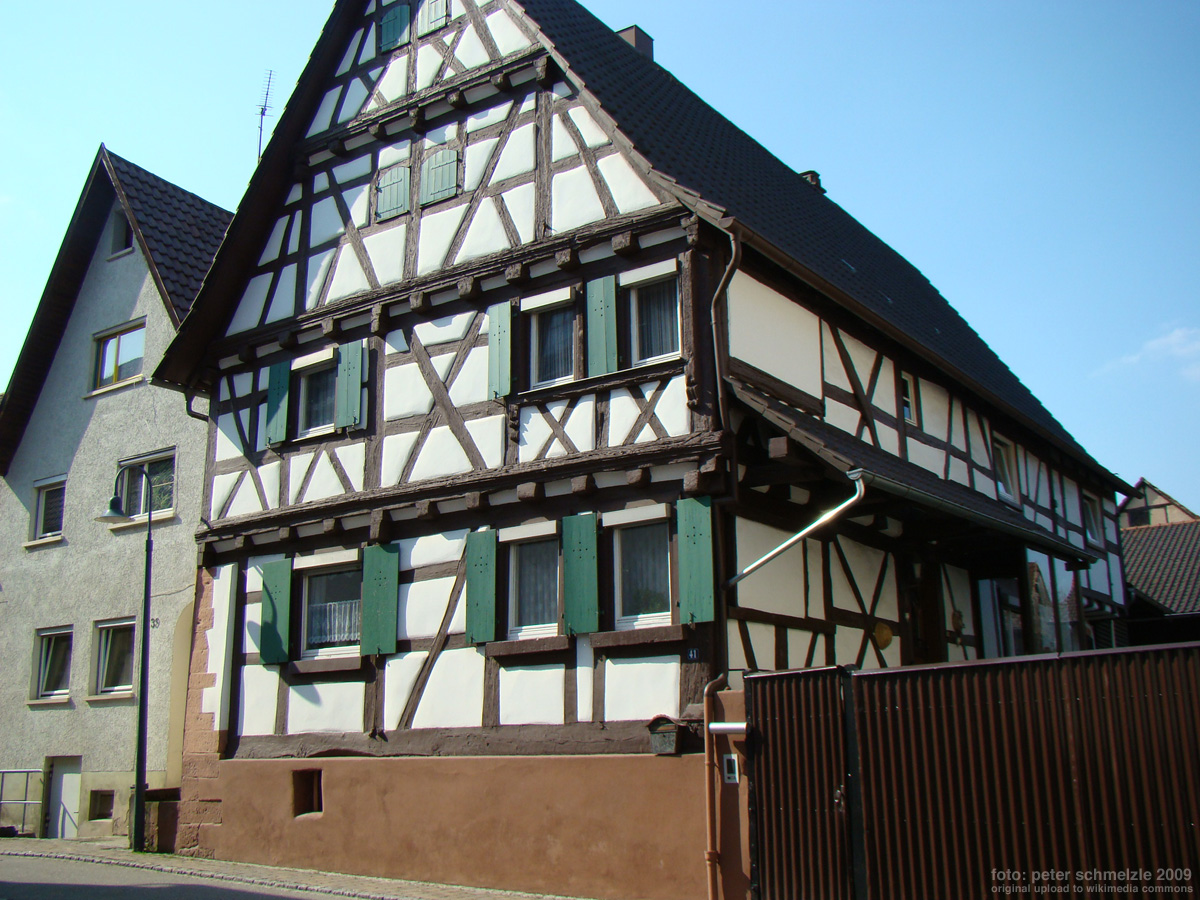
Haus Hintere Gasse 41 in Richen

Das Haus Hintere Gasse 41 in Richen, einem Stadtteil der Stadt Eppingen im Landkreis Heilbronn im nördlichen Baden-Württemberg, ist ein 1636 errichtetes Fachwerkhaus. Das Gebäude ist ein geschütztes Kulturdenkmal.
Das Haus, während des Dreißigjährigen Krieges erbaut, wurde um 1960 umfassend saniert. Dabei wurden Dachziegel entdeckt, die mit der Jahreszahl 1636 versehen waren. Das Haus besteht aus zwei Fachwerkstöcken und zwei Dachstöcken über einem hohen Kellergeschoss. Bei der Renovierung wurden die Fenster vergrößert. Der Oberstock und die Dachstöcke kragen mit sichtbaren Balkenköpfen und profilierten Schwellen über. Der rechte Fenstererker des Oberstocks ist noch ursprünglich erhalten, andere wurden zugemauert und verputzt. Unter dem erhaltenen Fenstererker sind zwei Andreaskreuze zu sehen, ebenso wie unter den oberen Dachluken. Die außermittige Längsteilung des Hauses ist an den Bundständern erkennbar.